# Fußball-Club Bayern München 2025-2026
Questa voce raccoglie le informazioni riguardanti il Fußball-Club Bayern München nelle competizioni ufficiali della stagione 2025-2026.

## Stagione
Questa stagione è la 109ª del Bayern Monaco nella massima serie tedesca, di cui la 61ª in Bundesliga.
Dopo la vittoria del campionato nella precedente annata, i bavaresi ripartono dall'allenatore Vincent Kompany, al suo secondo anno consecutivo in Germania. Alla fine del Mondiale per club 2025, con il Bayern eliminato ai quarti di finale, Thomas Müller annuncia il suo addio alla società a 16 anni dal suo debutto in maglia rossa.

## Divise e sponsor
|  | Casa | Trasferta | Terza divisa |

## Organigramma societario
Dal sito internet ufficiale della società.
Area direttiva
- Presidente: Herbert Hainer
- Presidente onorario: Uli Hoeneß[N 1]
- Vice presidente: Dieter Mayer
- Vice presidente delegato: Walter Mennekes
- Amministratore delegato: Benny Folkmann

Comitato consultivo
- Presidente: Edmund Stoiber
- Vice presidente: Alexandra Schörghuber
- Membri: Dorothee Bär, Georg Fahrenschon, Peter Kerspe, Marion Kiechle, Lars Klingbeil, Hildegard Müller, Dieter Reiter, Josef Schmid, Jochen Tschunke

Comitato onorario
- Presidente: Reinhard Böker
- Vice presidente: Marcus Preißinger
- Membri: Reinhold Baier, Georg Bogeschdorfer, Heiner Jüngling, Ludwig Landerer, Werner Olk

Area tecnica
- Direttore sportivo: Christoph Freund
- Allenatore: Vincent Kompany
- Allenatori in seconda: Aaron Danks, René Marić, Floribert N'Galula
- Preparatore dei portieri: Michael Rechner
- Performance manager: Walter Gfrerer
- Preparatori atletici: Bram Geers, Peter Schlösser, Simon Martinello, Markus Murrer, Stefan Kerth, Soner Mansuroglu
- Match analysis: Michael Niemeyer, Michael Cuper, Maximilian Schwab, Giacomo Stey
- Team managers: Maciej Jagiellowicz, Samuel Geiler, Rodyse Munienge

Area medica
- Responsabile: Peter Ueblacker
- Medico sociale: Jochen Hahne
- Cardiologo: Roland Schmidt
- Responsabile fisioterapia: Helmut Erhard
- Fisioterapisti: Gerry Hoffmann, Giovanni Bianchi, Christian Huhn, Stephan Weickert, Florian Brandner, Knut Stamer

## Rosa
Dal sito internet ufficiale della società.
| N. |                          | Ruolo | Calciatore                     |
| -- | ------------------------ | ----- | ------------------------------ |
| 1  | Germania (bandiera)      | P     | Manuel Neuer (capitano)        |
| 2  | Francia (bandiera)       | D     | Dayot Upamecano                |
| 3  | Corea del Sud (bandiera) | D     | Kim Min-jae                    |
| 4  | Germania (bandiera)      | D     | Jonathan Tah                   |
| 6  | Germania (bandiera)      | C     | Joshua Kimmich (vice capitano) |
| 7  | Germania (bandiera)      | A     | Serge Gnabry                   |
| 8  | Germania (bandiera)      | C     | Leon Goretzka                  |
| 9  | Inghilterra (bandiera)   | A     | Harry Kane                     |
| 10 | Germania (bandiera)      | C     | Jamal Musiala                  |
| 14 | Colombia (bandiera)      | A     | Luis Díaz                      |
| 17 | Francia (bandiera)       | A     | Michael Olise                  |
| 19 | Canada (bandiera)        | D     | Alphonso Davies                |
| 20 | Germania (bandiera)      | C     | Tom Bischof                    |

| N. |                       | Ruolo | Calciatore          |
| -- | --------------------- | ----- | ------------------- |
| 21 | Giappone (bandiera)   | D     | Hiroki Itō          |
| 22 | Portogallo (bandiera) | D     | Raphaël Guerreiro   |
| 23 | Francia (bandiera)    | D     | Sacha Boey          |
| 24 | Germania (bandiera)   | C     | Paul Wanner         |
| 26 | Germania (bandiera)   | P     | Sven Ulreich        |
| 27 | Austria (bandiera)    | C     | Konrad Laimer       |
| 40 | Germania (bandiera)   | P     | Jonas Urbig         |
| 41 | Svezia (bandiera)     | A     | Jonah Kusi-Asare    |
| 44 | Croazia (bandiera)    | D     | Josip Stanišić      |
| 45 | Germania (bandiera)   | C     | Aleksandar Pavlović |
| 46 | Germania (bandiera)   | C     | Lennart Karl        |

## Calciomercato

### Sessione estiva(dal 01/07 al 01/09)
| Acquisti         | Acquisti           | Acquisti   | Acquisti                  |
| R.               | Nome               | da         | Modalità                  |
| ---------------- | ------------------ | ---------- | ------------------------- |
| C                | Frans Krätzig      | Heidenheim | fine prestito             |
| C                | Paul Wanner        | Heidenheim | fine prestito             |
| C                | Lovro Zvonarek     | Sturm Graz | fine prestito             |
| A                | Luis Díaz          | Liverpool  | definitivo (75 milioni €) |
| A                | Arijon Ibrahimović | Lazio      | fine prestito             |
| Altre operazioni |                    |            |                           |
| A                | Bryan Zaragoza     | Osasuna    | fine prestito             |

| Cessioni         | Cessioni              | Cessioni        | Cessioni                                      |
| R.               | Nome                  | a               | Modalità                                      |
| ---------------- | --------------------- | --------------- | --------------------------------------------- |
| P                | Daniel Peretz         | Amburgo         | prestito                                      |
| D                | Adam Aznou            | Everton         | definitivo (9 milioni €)                      |
| D                | Eric Dier             |                 | svincolato                                    |
| C                | Frans Krätzig         | Salisburgo      | definitivo (3,5 milioni €)                    |
| C                | Thomas Müller         |                 | svincolato                                    |
| C                | João Palhinha         | Tottenham       | prestito                                      |
| C                | Lovro Zvonarek        | Grasshoppers    | prestito                                      |
| A                | Kingsley Coman        | Al-Nassr        | definitivo (25 milioni €)                     |
| A                | Arijon Ibrahimović    | Heidenheim      | prestito                                      |
| A                | Leroy Sané            |                 | svincolato                                    |
| A                | Mathys Tel            | Tottenham       | diritto di riscatto esercitato (35 milioni €) |
| A                | Bryan Zaragoza        | Celta Vigo      | prestito                                      |
| Altre operazioni |                       |                 |                                               |
| C                | Maurice Krattenmacher | Hertha Berlino  | prestito                                      |
| A                | Gabriel Vidović       | Dinamo Zagabria | definitivo (1,2 milioni €)                    |
| D                | Tarek Buchmann        | Norimberga      | prestito                                      |

### Sessione invernale(dal 02/01/26 al 02/02/26)
| Acquisti         | Acquisti         | Acquisti         | Acquisti         |
| R.               | Nome             | da               | Modalità         |
| Altre operazioni | Altre operazioni | Altre operazioni | Altre operazioni |
| ---------------- | ---------------- | ---------------- | ---------------- |

| Cessioni         | Cessioni         | Cessioni         | Cessioni         |
| R.               | Nome             | a                | Modalità         |
| Altre operazioni | Altre operazioni | Altre operazioni | Altre operazioni |
| ---------------- | ---------------- | ---------------- | ---------------- |

## Risultati

### Bundesliga

#### Girone di andata
| Monaco di Baviera 22 agosto 2025, ore 20:30 CEST 1ª giornata | Bayern Monaco | – referto | RB Lipsia | Allianz Arena |

| Augusta 30 agosto 2025 2ª giornata | Augusta | – referto | Bayern Monaco | WWK Arena |

| Monaco di Baviera 13 settembre 2025 3ª giornata | Bayern Monaco | – referto | Amburgo | Allianz Arena |

| Sinsheim 20 settembre 2025 4ª giornata | Hoffenheim | – referto | Bayern Monaco | PreZero Arena |

| Monaco di Baviera 27 settembre 2025 5ª giornata | Bayern Monaco | – referto | Werder Brema | Allianz Arena |

| Francoforte sul Meno 4 ottobre 2025 6ª giornata | Eintracht Francoforte | – referto | Bayern Monaco | Deutsche Bank Park |

| Monaco di Baviera 18 ottobre 2025 7ª giornata | Bayern Monaco | – referto | Borussia Dortmund | Allianz Arena |

| Mönchengladbach 25 ottobre 2025 8ª giornata | Borussia M'gladbach | – referto | Bayern Monaco | Stadion im Borussia-Park |

| Monaco di Baviera 1º novembre 2025 9ª giornata | Bayern Monaco | – referto | Bayer Leverkusen | Allianz Arena |

| Berlino 8 novembre 2025 10ª giornata | Union Berlino | – referto | Bayern Monaco | Stadion An der Alten Försterei |

| Monaco di Baviera 22 novembre 2025 11ª giornata | Bayern Monaco | – referto | Friburgo | Allianz Arena |

| Monaco di Baviera 29 novembre 2025 12ª giornata | Bayern Monaco | – referto | St. Pauli | Allianz Arena |

| Stoccarda 6 dicembre 2025 13ª giornata | Stoccarda | – referto | Bayern Monaco | MHPArena |

| Monaco di Baviera 13 dicembre 2025 14ª giornata | Bayern Monaco | – referto | Magonza | Allianz Arena |

| Heidenheim an der Brenz 20 dicembre 2025 15ª giornata | Heidenheim | – referto | Bayern Monaco | Voith-Arena |

| Monaco di Baviera 10 gennaio 2026 16ª giornata | Bayern Monaco | – referto | Wolfsburg | Allianz Arena |

| Colonia 14 gennaio 2026 17ª giornata | Colonia | – referto | Bayern Monaco | RheinEnergieStadion |

#### Girone di ritorno
| Lipsia 17 gennaio 2026 18ª giornata | RB Lipsia | – referto | Bayern Monaco | Red Bull Arena |

| Monaco di Baviera 24 gennaio 2026 19ª giornata | Bayern Monaco | – referto | Augusta | Allianz Arena |

| Amburgo 31 gennaio 2026 20ª giornata | Amburgo | – referto | Bayern Monaco | Volksparkstadion |

| Monaco di Baviera 7 febbraio 2026 21ª giornata | Bayern Monaco | – referto | Hoffenheim | Allianz Arena |

| Brema 14 febbraio 2026 22ª giornata | Werder Brema | – referto | Bayern Monaco | Weserstadion |

| Monaco di Baviera 14 febbraio 2026 23ª giornata | Bayern Monaco | – referto | Eintracht Francoforte | Allianz Arena |

| Dortmund 28 febbraio 2026 24ª giornata | Borussia Dortmund | – referto | Bayern Monaco | Signal Iduna Park |

| Monaco di Baviera 7 marzo 2026 25ª giornata | Bayern Monaco | – referto | Borussia M'gladbach | Allianz Arena |

| Leverkusen 14 marzo 2026 26ª giornata | Bayer Leverkusen | – referto | Bayern Monaco | BayArena |

| Monaco di Baviera 21 marzo 2026 27ª giornata | Bayern Monaco | – referto | Union Berlino | Allianz Arena |

| Friburgo in Brisgovia 4 aprile 2026 28ª giornata | Friburgo | – referto | Bayern Monaco | Europa-Park Stadion |

| Amburgo 11 aprile 2026 29ª giornata | St. Pauli | – referto | Bayern Monaco | Millerntor-Stadion |

| Monaco di Baviera 18 aprile 2026 30ª giornata | Bayern Monaco | – referto | Stoccarda | Allianz Arena |

| Magonza 25 aprile 2026 31ª giornata | Magonza | – referto | Bayern Monaco | Mewa Arena |

| Monaco di Baviera 2 maggio 2026 32ª giornata | Bayern Monaco | – referto | Heidenheim | Allianz Arena |

| Wolfsburg 9 maggio 2026 33ª giornata | Wolfsburg | – referto | Bayern Monaco | Volkswagen-Arena |

| Monaco di Baviera 16 maggio 2026 34ª giornata | Bayern Monaco | – referto | Colonia | Allianz Arena |

### Coppa di Germania
| Wiesbaden 27 agosto 2025, ore 20:45 CEST Primo turno | Wehen Wiesbaden | – referto | Bayern Monaco | BRITA-Arena |

### Champions League

#### Fase campionato
| 1ª giornata |  | – |  |  |

| 2ª giornata |  | – |  |  |

| 3ª giornata |  | – |  |  |

| 4ª giornata |  | – |  |  |

| 5ª giornata |  | – |  |  |

| 6ª giornata |  | – |  |  |

| 7ª giornata |  | – |  |  |

| 8ª giornata |  | – |  |  |

### Supercoppa di Germania
| Arbitro: | Harm Osmers (Hannover) |

|                |           |                      |
| Leweling 90+3’ | Marcatori | 18’ Kane 77’ L. Díaz |

## Statistiche
Aggiornate al 16 agosto 2025

### Statistiche di squadra
| Competizione           | Punti | In casa | In casa | In casa | In casa | In casa | In casa | In trasferta | In trasferta | In trasferta | In trasferta | In trasferta | In trasferta | Totale | Totale | Totale | Totale | Totale | Totale | DR |
| Competizione           | Punti | G       | V       | N       | P       | Gf      | Gs      | G            | V            | N            | P            | Gf           | Gs           | G      | V      | N      | P      | Gf     | Gs     | DR |
| ---------------------- | ----- | ------- | ------- | ------- | ------- | ------- | ------- | ------------ | ------------ | ------------ | ------------ | ------------ | ------------ | ------ | ------ | ------ | ------ | ------ | ------ | -- |
| Bundesliga             | -     | 0       | 0       | 0       | 0       | 0       | 0       | 0            | 0            | 0            | 0            | 0            | 0            | 0      | 0      | 0      | 0      | 0      | 0      | 0  |
| Coppa di Germania      | -     | 0       | 0       | 0       | 0       | 0       | 0       | 0            | 0            | 0            | 0            | 0            | 0            | 0      | 0      | 0      | 0      | 0      | 0      | 0  |
| Champions League       | -     | 0       | 0       | 0       | 0       | 0       | 0       | 0            | 0            | 0            | 0            | 0            | 0            | 0      | 0      | 0      | 0      | 0      | 0      | 0  |
| Supercoppa di Germania | -     | 0       | 0       | 0       | 0       | 0       | 0       | 1            | 1            | 0            | 0            | 2            | 1            | 1      | 1      | 0      | 0      | 2      | 1      | +1 |
| Totale                 | -     | 0       | 0       | 0       | 0       | 0       | 0       | 1            | 1            | 0            | 0            | 2            | 1            | 1      | 1      | 0      | 0      | 2      | 1      | +1 |

### Andamento in campionato
| Giornata  | 1 | 2 | 3 | 4 | 5 | 6 | 7 | 8 | 9 | 10 | 11 | 12 | 13 | 14 | 15 | 16 | 17 | 18 | 19 | 20 | 21 | 22 | 23 | 24 | 25 | 26 | 27 | 28 | 29 | 30 | 31 | 32 | 33 | 34 |
| --------- | - | - | - | - | - | - | - | - | - | -- | -- | -- | -- | -- | -- | -- | -- | -- | -- | -- | -- | -- | -- | -- | -- | -- | -- | -- | -- | -- | -- | -- | -- | -- |
| Luogo     | C | T | C | T | C | T | C | T | C | T  | C  | C  | T  | C  | T  | C  | T  | T  | C  | T  | C  | T  | C  | T  | C  | T  | C  | T  | T  | C  | T  | C  | T  | C  |
| Risultato |   |   |   |   |   |   |   |   |   |    |    |    |    |    |    |    |    |    |    |    |    |    |    |    |    |    |    |    |    |    |    |    |    |    |
| Posizione |   |   |   |   |   |   |   |   |   |    |    |    |    |    |    |    |    |    |    |    |    |    |    |    |    |    |    |    |    |    |    |    |    |    |

Legenda:

Luogo: C = Casa; T = Trasferta. Risultato: V = Vittoria; N = Pareggio; P = Sconfitta.

### Statistiche dei giocatori
Sono in corsivo i calciatori che hanno lasciato la squadra a stagione in corso.
| Giocatore      | Bundesliga | Bundesliga | Bundesliga  | Bundesliga | Coppa di Germania | Coppa di Germania | Coppa di Germania | Coppa di Germania | Champions League | Champions League | Champions League | Champions League | Supercoppa di Germania | Supercoppa di Germania | Supercoppa di Germania | Supercoppa di Germania | Totale   | Totale | Totale      | Totale     |
| Giocatore      | Presenze   | Reti       | Ammonizioni | Espulsioni | Presenze          | Reti              | Ammonizioni       | Espulsioni        | Presenze         | Reti             | Ammonizioni      | Espulsioni       | Presenze               | Reti                   | Ammonizioni            | Espulsioni             | Presenze | Reti   | Ammonizioni | Espulsioni |
| -------------- | ---------- | ---------- | ----------- | ---------- | ----------------- | ----------------- | ----------------- | ----------------- | ---------------- | ---------------- | ---------------- | ---------------- | ---------------------- | ---------------------- | ---------------------- | ---------------------- | -------- | ------ | ----------- | ---------- |
| T. Bischof     | 0          | 0          | 0           | 0          | 0                 | 0                 | 0                 | 0                 | 0                | 0                | 0                | 0                | 1                      | 0                      | 0                      | 0                      | 1        | 0      | 0           | 0          |
| S. Boey        | 0          | 0          | 0           | 0          | 0                 | 0                 | 0                 | 0                 | 0                | 0                | 0                | 0                | 1                      | 0                      | 0                      | 0                      | 1        | 0      | 0           | 0          |
| A. Davies      | 0          | 0          | 0           | 0          | 0                 | 0                 | 0                 | 0                 | 0                | 0                | 0                | 0                | 0                      | 0                      | 0                      | 0                      | 0        | 0      | 0           | 0          |
| L. Díaz        | 0          | 0          | 0           | 0          | 0                 | 0                 | 0                 | 0                 | 0                | 0                | 0                | 0                | 1                      | 1                      | 0                      | 0                      | 1        | 1      | 0           | 0          |
| S. Gnabry      | 0          | 0          | 0           | 0          | 0                 | 0                 | 0                 | 0                 | 0                | 0                | 0                | 0                | 1                      | 0                      | 0                      | 0                      | 1        | 0      | 0           | 0          |
| L. Goretzka    | 0          | 0          | 0           | 0          | 0                 | 0                 | 0                 | 0                 | 0                | 0                | 0                | 0                | 1                      | 0                      | 0                      | 0                      | 1        | 0      | 0           | 0          |
| R. Guerreiro   | 0          | 0          | 0           | 0          | 0                 | 0                 | 0                 | 0                 | 0                | 0                | 0                | 0                | 1                      | 0                      | 0                      | 0                      | 1        | 0      | 0           | 0          |
| A. Ibrahimović | 0          | 0          | 0           | 0          | 0                 | 0                 | 0                 | 0                 | 0                | 0                | 0                | 0                | 0                      | 0                      | 0                      | 0                      | 0        | 0      | 0           | 0          |
| H. Itō         | 0          | 0          | 0           | 0          | 0                 | 0                 | 0                 | 0                 | 0                | 0                | 0                | 0                | 0                      | 0                      | 0                      | 0                      | 0        | 0      | 0           | 0          |
| H. Kane        | 0          | 0          | 0           | 0          | 0                 | 0                 | 0                 | 0                 | 0                | 0                | 0                | 0                | 1                      | 1                      | 1                      | 0                      | 1        | 1      | 1           | 0          |
| L. Karl        | 0          | 0          | 0           | 0          | 0                 | 0                 | 0                 | 0                 | 0                | 0                | 0                | 0                | 1                      | 0                      | 0                      | 0                      | 1        | 0      | 0           | 0          |
| M.J. Kim       | 0          | 0          | 0           | 0          | 0                 | 0                 | 0                 | 0                 | 0                | 0                | 0                | 0                | 1                      | 0                      | 0                      | 0                      | 1        | 0      | 0           | 0          |
| J. Kimmich     | 0          | 0          | 0           | 0          | 0                 | 0                 | 0                 | 0                 | 0                | 0                | 0                | 0                | 1                      | 0                      | 0                      | 0                      | 1        | 0      | 0           | 0          |
| J. Kusi Asare  | 0          | 0          | 0           | 0          | 0                 | 0                 | 0                 | 0                 | 0                | 0                | 0                | 0                | 0                      | 0                      | 0                      | 0                      | 0        | 0      | 0           | 0          |
| K. Laimer      | 0          | 0          | 0           | 0          | 0                 | 0                 | 0                 | 0                 | 0                | 0                | 0                | 0                | 1                      | 0                      | 0                      | 0                      | 1        | 0      | 0           | 0          |
| J. Musiala     | 0          | 0          | 0           | 0          | 0                 | 0                 | 0                 | 0                 | 0                | 0                | 0                | 0                | 0                      | 0                      | 0                      | 0                      | 0        | 0      | 0           | 0          |
| M. Neuer       | 0          | -0         | 0           | 0          | 0                 | -0                | 0                 | 0                 | 0                | -0               | 0                | 0                | 1                      | -1                     | 0                      | 0                      | 1        | -1     | 0           | 0          |
| M. Olise       | 0          | 0          | 0           | 0          | 0                 | 0                 | 0                 | 0                 | 0                | 0                | 0                | 0                | 1                      | 0                      | 1                      | 0                      | 1        | 0      | 1           | 0          |
| A. Pavlović    | 0          | 0          | 0           | 0          | 0                 | 0                 | 0                 | 0                 | 0                | 0                | 0                | 0                | 0                      | 0                      | 0                      | 0                      | 0        | 0      | 0           | 0          |
| D. Peretz      | 0          | 0          | 0           | 0          | 0                 | 0                 | 0                 | 0                 | 0                | 0                | 0                | 0                | 0                      | 0                      | 0                      | 0                      | 0        | 0      | 0           | 0          |
| J. Stanišić    | 0          | 0          | 0           | 0          | 0                 | 0                 | 0                 | 0                 | 0                | 0                | 0                | 0                | 1                      | 0                      | 0                      | 0                      | 1        | 0      | 0           | 0          |
| J. Tah         | 0          | 0          | 0           | 0          | 0                 | 0                 | 0                 | 0                 | 0                | 0                | 0                | 0                | 1                      | 0                      | 0                      | 0                      | 1        | 0      | 0           | 0          |
| S. Ulreich     | 0          | -0         | 0           | 0          | 0                 | -0                | 0                 | 0                 | 0                | -0               | 0                | 0                | 0                      | -0                     | 0                      | 0                      | 0        | -0     | 0           | 0          |
| J. Urbig       | 0          | -0         | 0           | 0          | 0                 | -0                | 0                 | 0                 | 0                | -0               | 0                | 0                | 0                      | -0                     | 0                      | 0                      | 0        | -0     | 0           | 0          |
| D. Upamecano   | 0          | 0          | 0           | 0          | 0                 | 0                 | 0                 | 0                 | 0                | 0                | 0                | 0                | 1                      | 0                      | 1                      | 0                      | 1        | 0      | 1           | 0          |
| G. Vidović     | 0          | 0          | 0           | 0          | 0                 | 0                 | 0                 | 0                 | 0                | 0                | 0                | 0                | 0                      | 0                      | 0                      | 0                      | 0        | 0      | 0           | 0          |